# Leard State Forest
Leard State Forest ist ein Waldgebiet in Maules Creek in New South Wales, Australien. In dem Gebiet soll eine Mine zum Kohleabbau eingerichtet werden. Um dies zu verhindern, organisieren Anwohner und Umweltaktivisten seit 2010 immer wieder Protestaktionen.

## Geographie
Leard State Forest umfasst 8000 Hektar Buschland zwischen Narrabri und  Boggabri im Nordwesten von New South Wales. Die nächste Siedlung ist die Farmer-Community of Maules Creek. In dem Gebiet kommen die am besten erhaltenen Bestände des bedrohten Box-Gum Woodland auf dem Australischen Kontinent vor. In dem Waldgebiet wurden 396 Tier- und Pflanzenarten erfasst, von denen 34 zu den geschützten Arten gehören.

## Proteste gegen die Kohle-Mine
Bei gewaltfreien Aktionen des zivilen Ungehorsams und Blockaden wurden über 250 Personen festgenommen. Die meisten Bewohner solidarisieren sich mit den Protesten gegen die Maules Creek Coal Mine.
Unterstützt wird der Protest von The Wilderness Society, den Gomeroi People, dem Maules Creek Community Council, Lock the Gate, Greenpeace,  350.org und dem Nature Conservation Council of New South Wales.